# Serial Lover
Serial Lover è un film del 1998 diretto da James Huth.

## Trama
Claire Doste sta per compiere 35 anni e ha tutto ciò che si sogna: quattro fidanzati e un lavoro in una casa editrice specializzata in romanzi gialli. Un giorno, invita tutti i suoi fidanzati alla sua cena di compleanno per scegliere quello giusto.